# St. Blasius (Hagen)

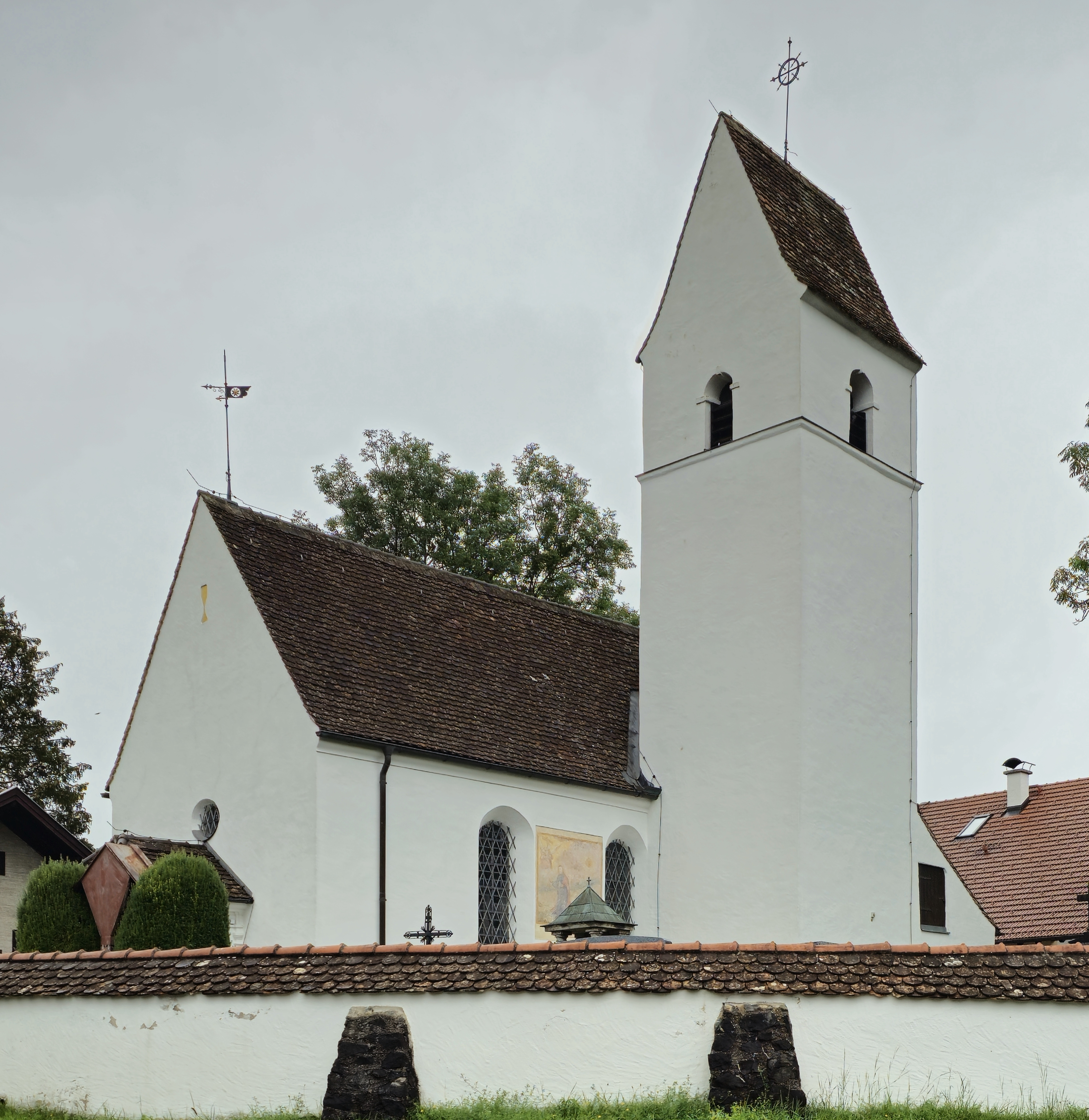
St. Blasius von Südwesten

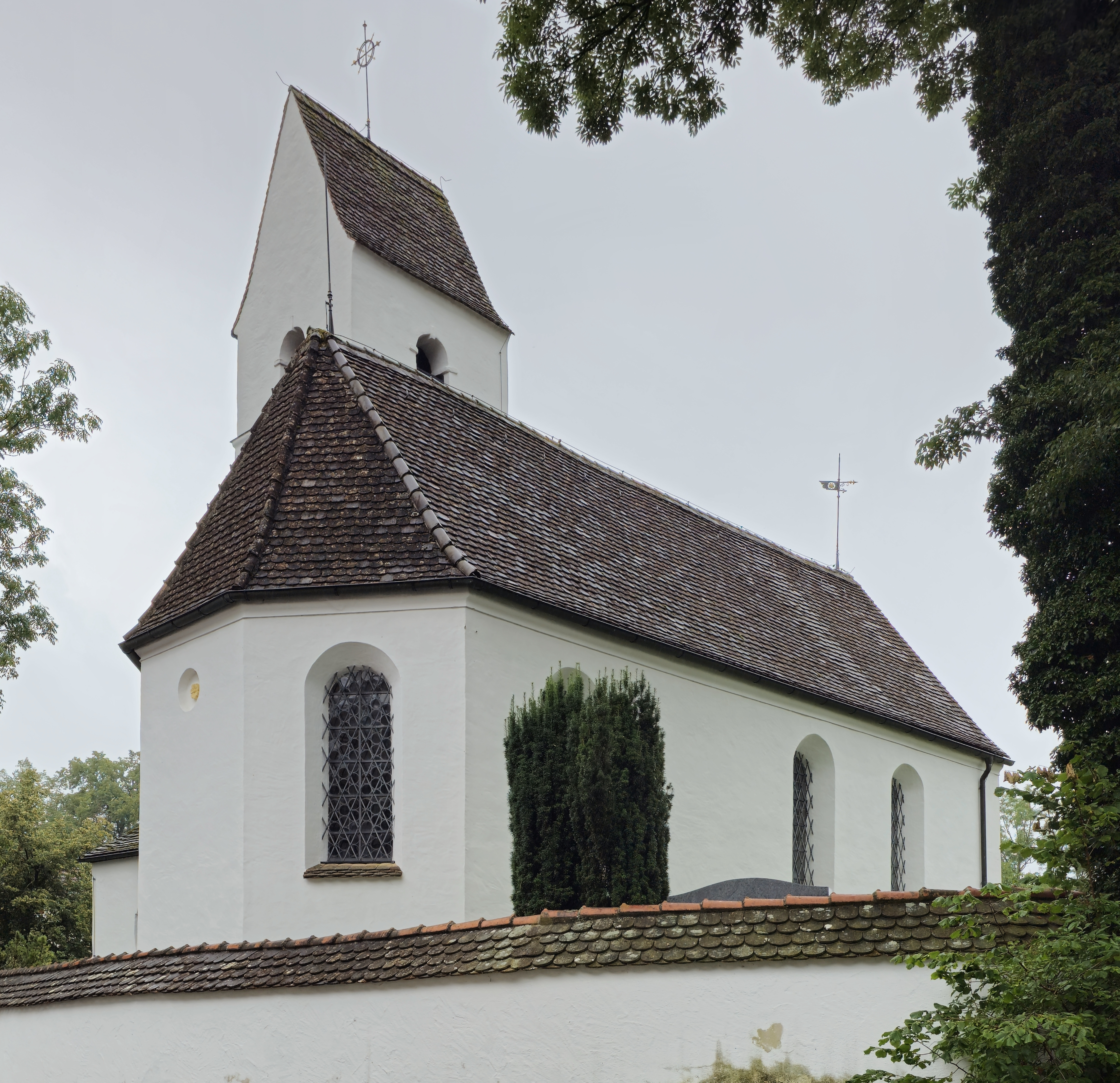
St. Blasius von Nordosten

Die römisch-katholische Filialkirche St. Blasius in Hagen, einem Ortsteil von Riegsee im oberbayerischen Landkreis Garmisch-Partenkirchen, gehört als Teil der Pfarreiengemeinschaft Murnau zum Dekanat Benediktbeuern des Bistums Augsburg. Das Gotteshaus mit der Adresse Am Kirchplatz 6 steht unter Denkmalschutz.

## Geschichte
Die spätromanischen Teile des Turms lassen auf eine Erbauung etwa in der Zeit schließen, aus der die Ersterwähnung des Ortes Hagen stammt: 1177. Das heutige Kirchengebäude ist ein weitgehender Neubau von 1734.

## Beschreibung und Ausstattung
An die geostete barocke Saalkirche ist südlich der spätromanische Kirchturm mit Satteldach angeschlossen. Der spätgotische Chor ist etwas eingezogen.
Die Ausstattung kann in den Jesuiten-Barock eingeordnet werden.

Innenansicht
Linker Seitenaltar
Hochaltar
Rechter Seitenaltar
Kanzel
Rechte Chorseite
Empore

Die Kirche ist umgeben von einer verputzten Friedhofsmauer mit abgeböschten Natursteinstützen, die aus dem 17. oder 18. Jahrhundert stammt.